# Ernst Fuchs (konstnär)

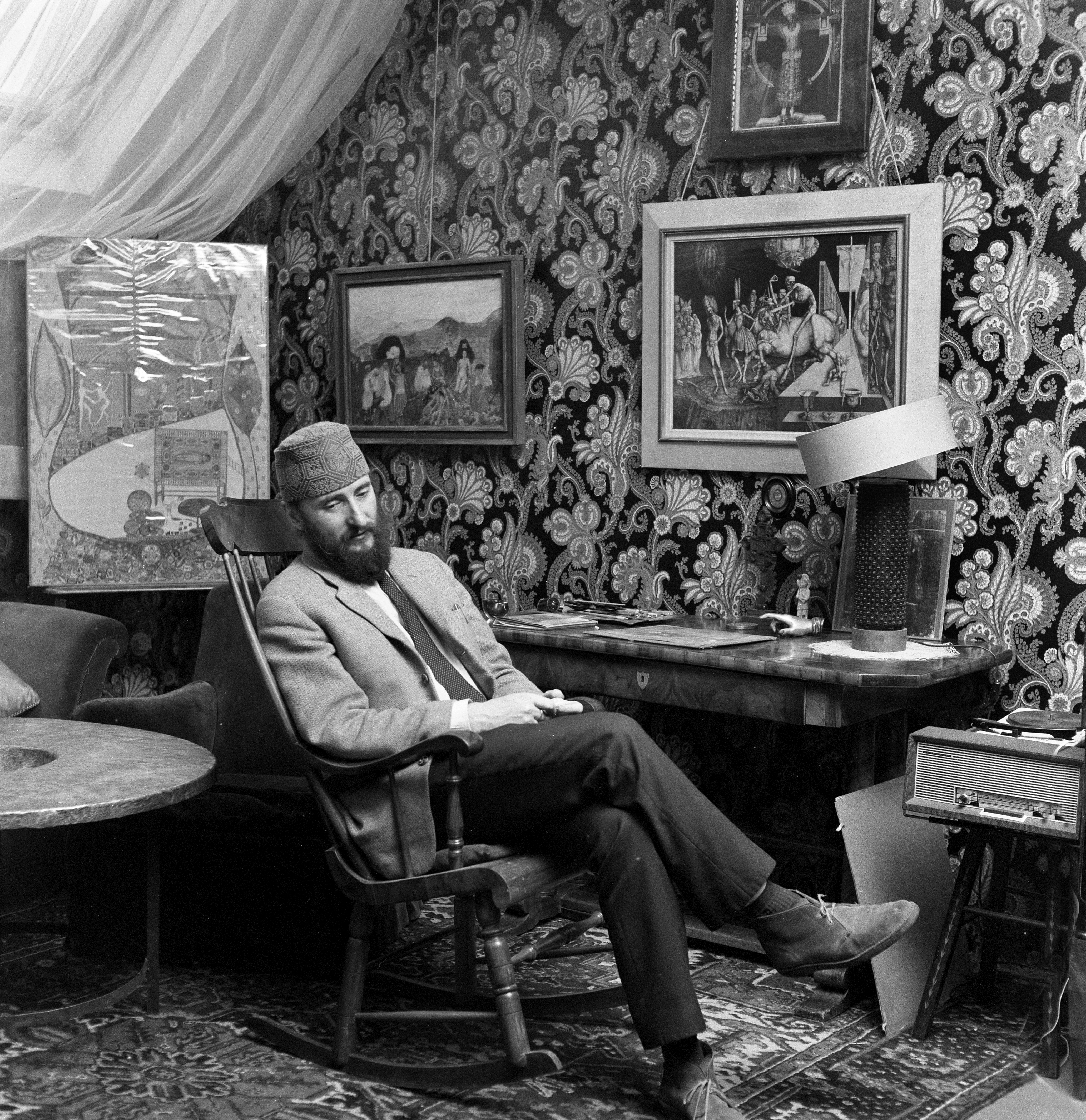
Ernst Fuchs 1973.

Ernst Fuchs, född 13 februari 1930 i Wien, död 9 november 2015 i Wien, var en österrikisk konstnär, arkitekt, grafiker och musiker. Han var en av huvudaktörerna inom Den fantastiska realismens skola i Wien.

## Liv och verk
Ernst Fuchs föddes som enda barnet till Maximilian och Leopoldine Fuchs i Wien. Då hans farfar Siegmund, i egenskap av jude, var tvungen att utvandra till USA och hans far till Shanghai efter  Anschluß 1938, döptes Ernst Fuchs romerskt-katolskt efter antisemitiska anslag 1942. Från omkring 1942 fick Fuchs sin första undervisning i teckning och måleri av målaren och konservatorn Alois Schiemann, hans gudmors bror. Upp till femton års ålder fick han ytterligare undervisning i skulptur och måleri genom Emmy Steinböck och Fritz Fröhlich vid målarskolan St. Anna i Wien. Mellan 1946 och 1950 studerade han vid Wiens konstakademi, först för Robin Andersen, därefter för Albert Gütersloh. Han var samtidigt medlem av den breda organisationen Art-Club och var med om att utveckla Den fantastiska realismens skola. En första utställning på egen hand ägde rum 1949 i Paris, dit Ernst Fuchs också flyttade året efter. Det följdes de närmaste åren av resor till Amerika, Italien, Spanien och England. 1957 uppehöll han sig en längre tid i benediktinerklostret Dormitio Beatae Mariae Virginis på Jerusalems sydöstra kulle Sion, och upptogs av ikonmåleri. År 1962 vände han tillbaka till Wien, där han erhöll en professur vid Wiens konstakademi. 1972 förvärvade han arkitekten Otto Wagners förfallna sommarbostad från 1888 i wienerstadsdelen Penzing och började förverkliga sina egna arkitektoniska idéer genom brunnsanläggningen Nymphäum Omega. Den renoverade byggnaden tjänar idag som Privatmuseum Ernst Fuchs. Tidigare var den såväl bostad som ateljé åt honom, men efter 1988 bodde och arbetade Fuchs i Monaco.

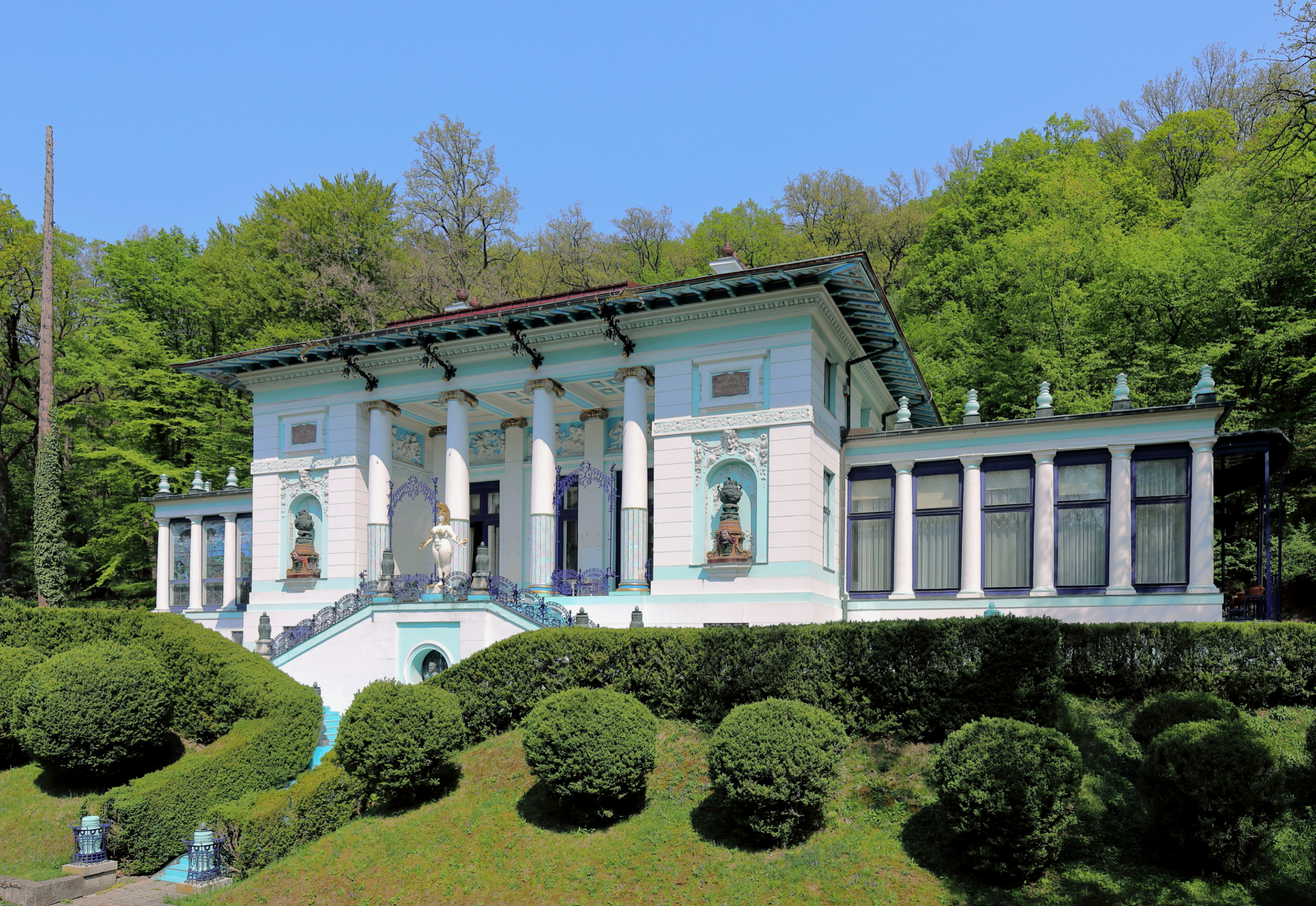
Privatmuseum Ernst Fuchs i Penzing-Wien.

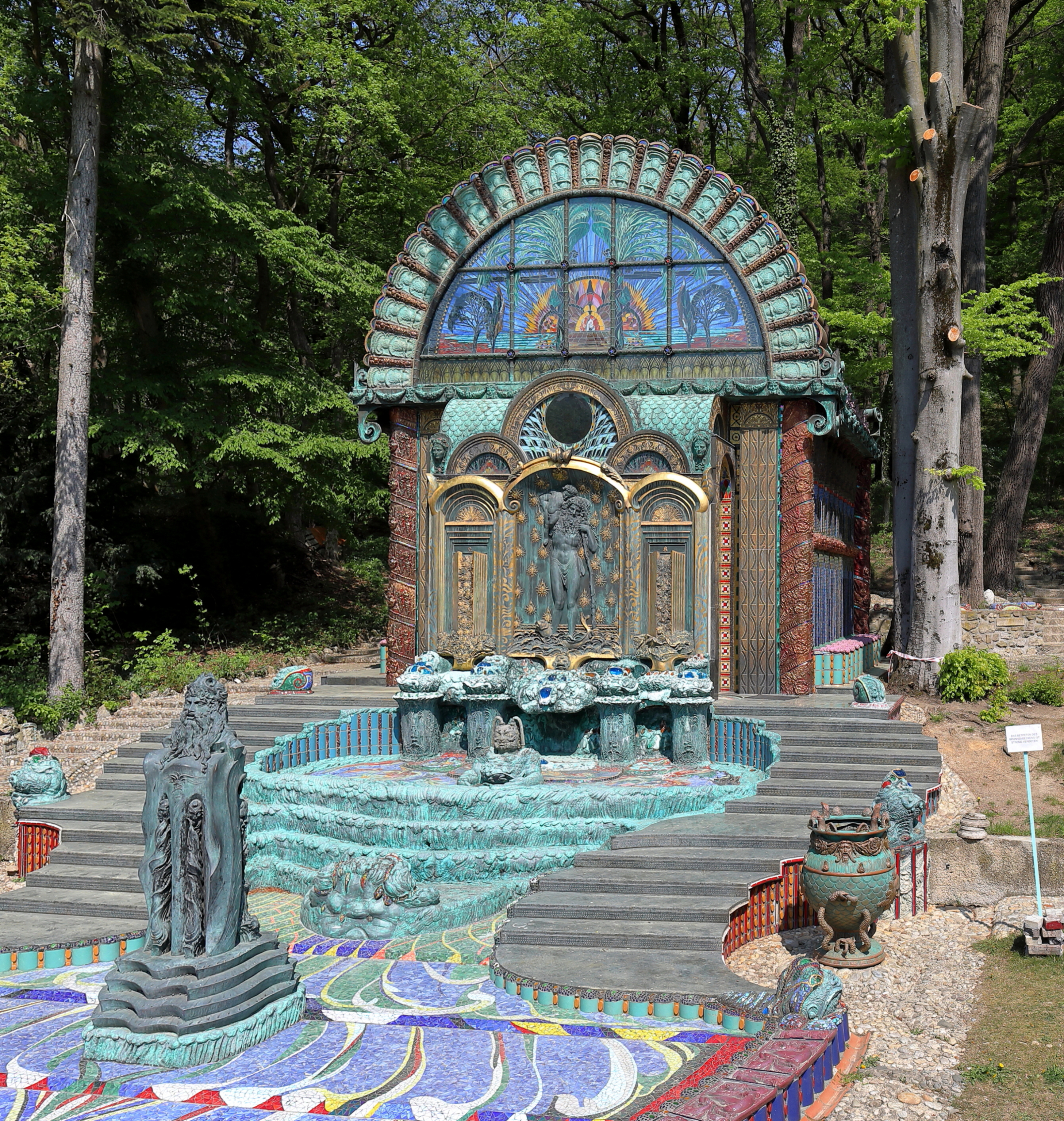
Nymphäum Omega.

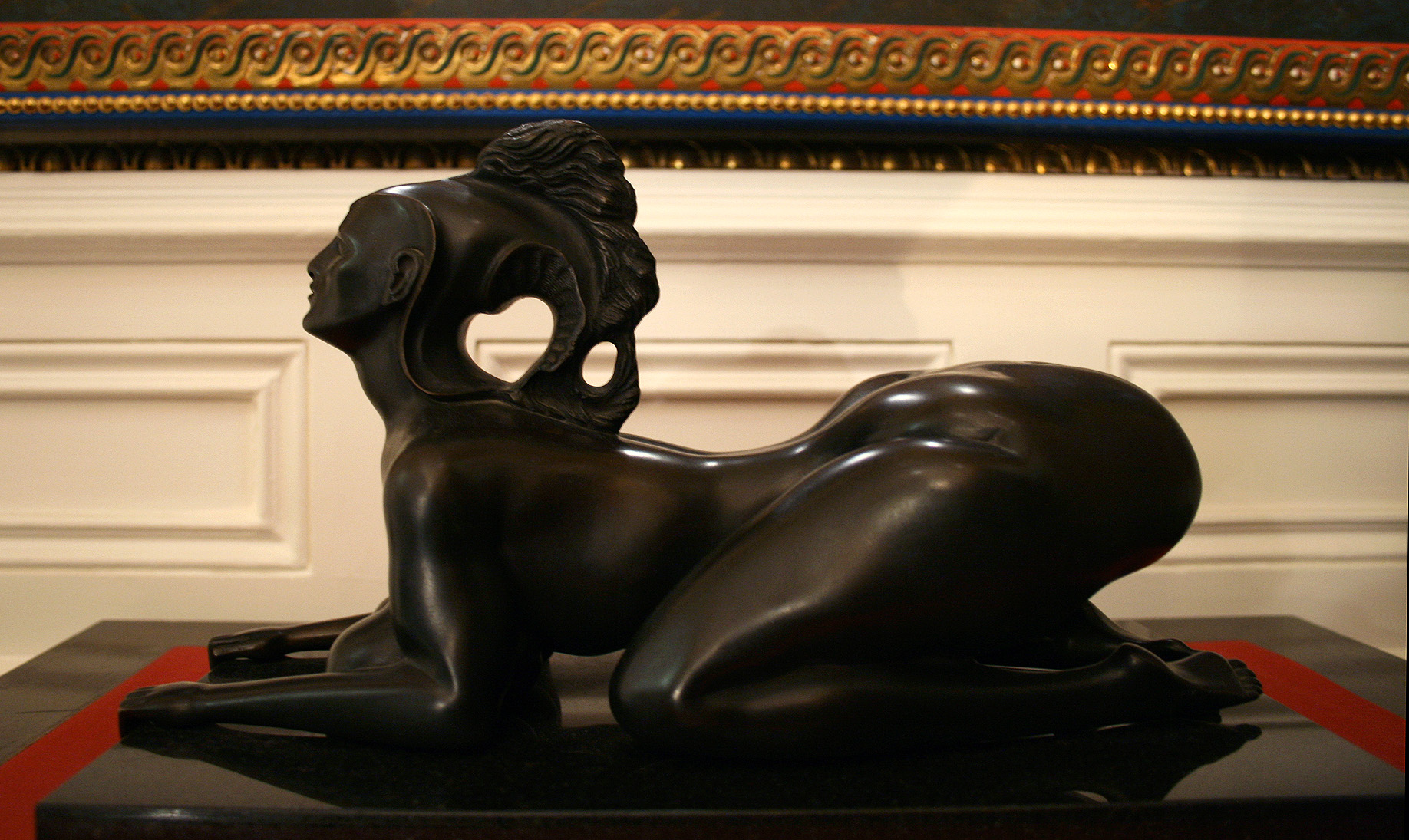
Sfinx (1977, brons på marmorsockel)

Ernst Fuchs från början surrealistiska, senare manieristiska verk gör flitigt bruk av religiös eller mytologisk symbolik. Enligt vad han själv berättar i sin bok Architectura Caelestis (1966) grundar sig många motiv på visionära erfarenheter. I Paris tillkom, under inflytande av flamländskt måleri, en stor mängd andaktsbilder. Tre av dessa verk kom senare att utgöra altartavla i den romersk-katolska kyrkan Rosenkranzkirche vid Marschallplatz 6 i Hetzendorf, wienerstadsdelen Meidling.
Från 1970-talet härrör skulpturer som Sfinx och scenografiska  gestaltningar av klassiska operor som Parsifal och Lohengrin av Richard Wagner. Även Trollflöjten av Mozart gjorde han scenografin till då och just den återupptog han 1996. Lyrik tillkom också under 1970-talet, liksom filosofiska essäer.
Fuchs sjunger och spelar in mystiskt inspirerade skivor, bland andra albumen Von Jahwe (sånger på tetragrammet JHVH) och Via Dolorosa, och samarbetar också hela tiden med musiker, där han på ett liknande vis omvandlar sina andliga motiv som sångare. Så skedde till exempel på albumet Aphrica tillsammans med Klaus Schulze och Rainer Bloss (1984), ett album som han senare tog avstånd från på grund av bristande konstnärlig överensstämmelse. Ytterligare samarbete har bland annat ägt rum med sångaren och gitarristen Chris Karrer i Amon Düül II på Karrers egen platta Dervish Kiss (1994), liksom vid utgivandet av Fuchs egen dubbel-CD Mystische Gesänge ("Mystiska sånger", 1996).

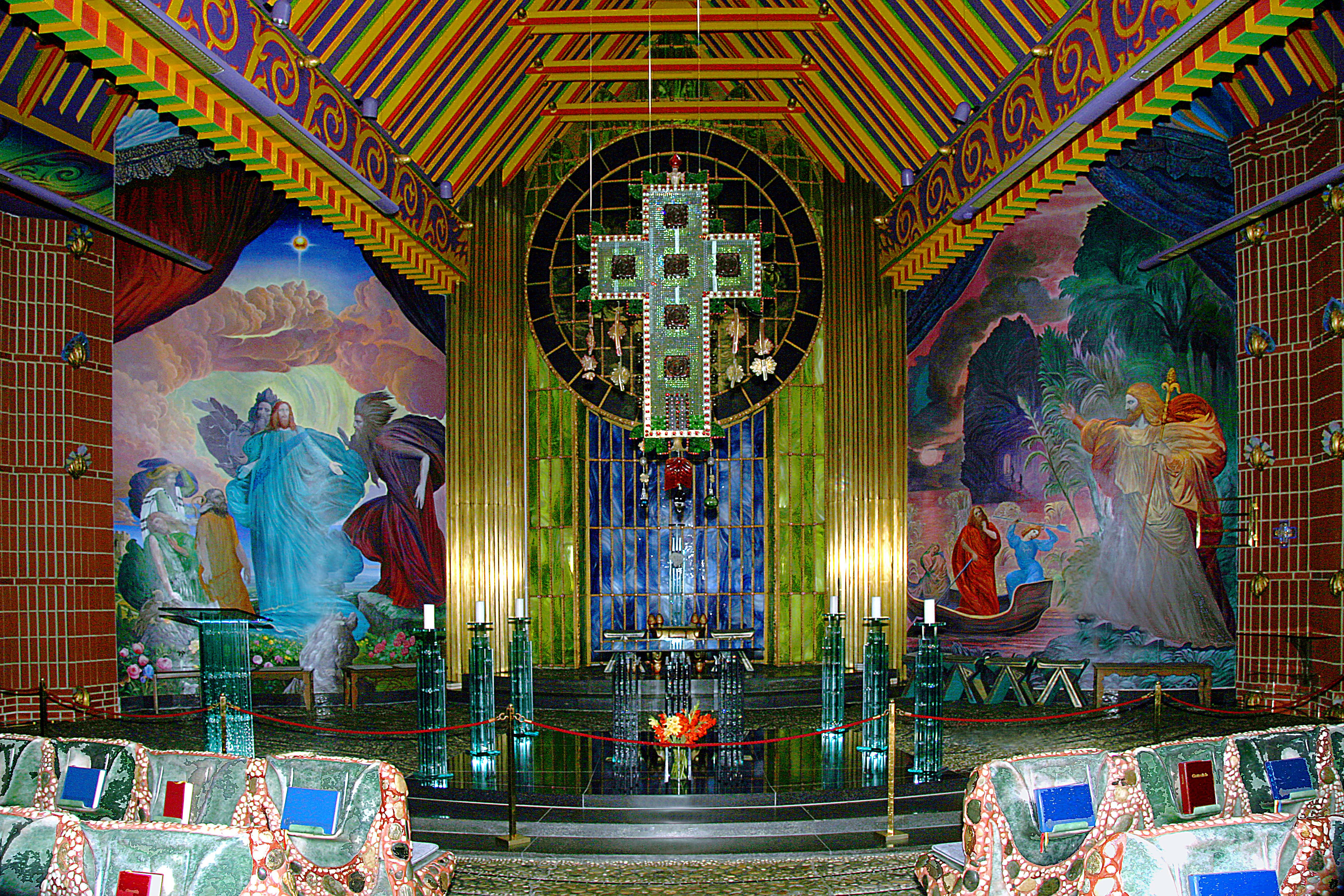
Interiör från församlingskyrkan Sankt Jakob i Thal.

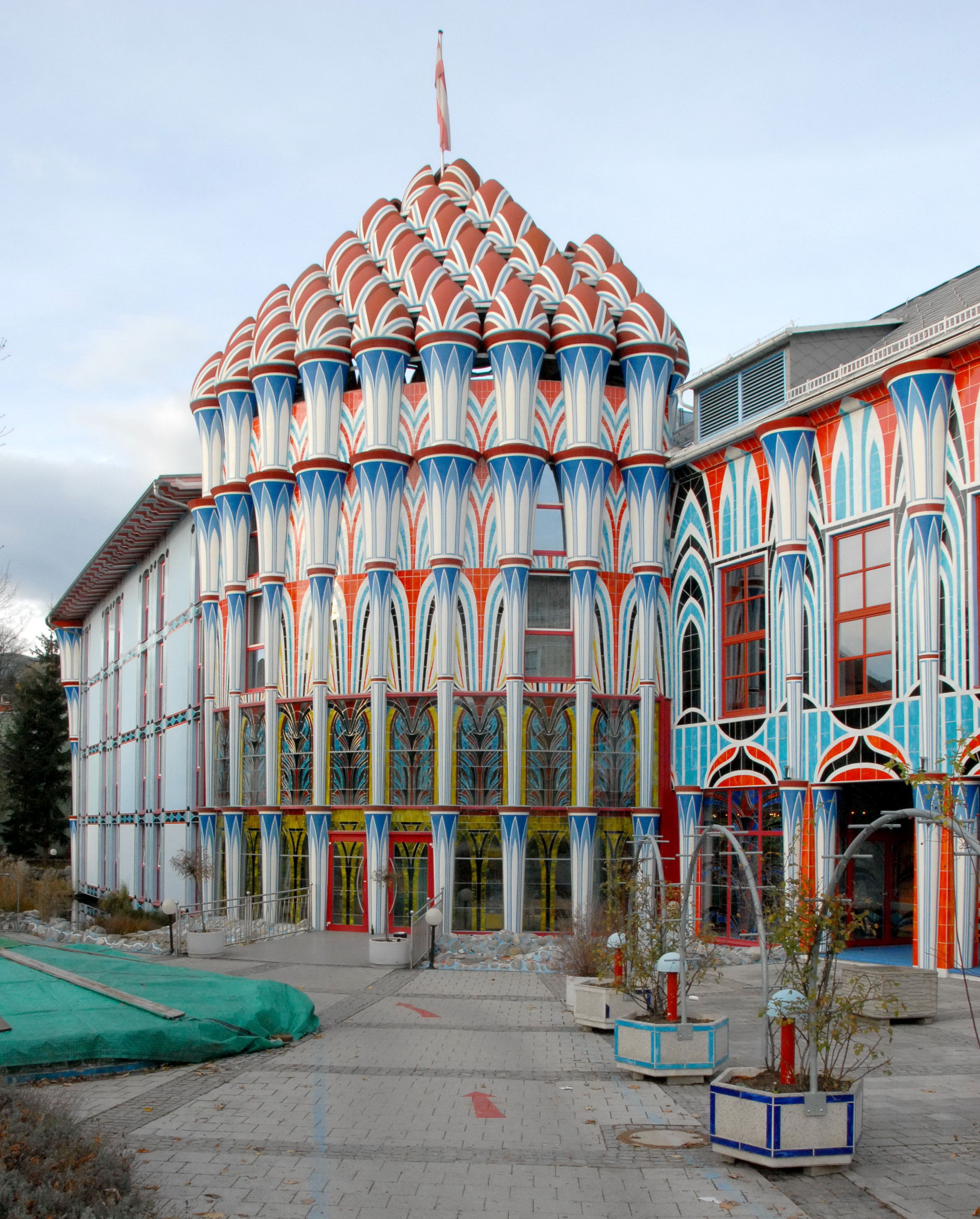
Ernst Fuchs utformning av ett hotell i Sankt Veit an der Glan.

På 1990-talet ökade Fuchs verksamhet som konstnärlig utformare av byggnadsverk. Han deltog i förnyandet av den romersk-katolska församlingskyrkan Sankt Jakob i den österrikiska byn Thal och han ritade hotellanläggningen i Sankt Veit an der Glan. Hans bidrag till fantastisk arkitektur märks genom ett användande av yppig ornamentik och starka färger.
Fuchs odlade vänskaper med Salvador Dalí, Arno Breker, Leonor Fini och många andra konstnärer. 1975 var han den yngste i skaran när Salvador Dalí tillkännagav: "Vi är Konstens Gyllene Triangel: Breker-Dalí-Fuchs. Man kan vända och vrida på oss hur man vill, vi är alltid överst."
År 1987 gjorde Ernst Fuchs ett porträtt av den österrikiske musikern Falco, som då var 30 år gammal. Den dialog som de båda förde under själva målandet spelades in och sändes 20 år senare i österrikisk radio med anledning av Falcos 50-årsdag år 2007, tio år efter dennes bortgång.
År 2005 blev Ernst Fuchs porträtterad av den tyske regissören och producenten Jürgen Haase i dokumentärfilmen Mit den Augen der Seele. Straßensänger und Kaiser wollt' ich werden (Med själens ögon. Gatusångare och kejsare ville jag bli).
Han finns representerad på Phantastenmuseum i Wien.

## Boktitlar
- Architectura caelestis: die Bilder des verschollenen Stils (Salzburg: Residenz, 1966; ny utgåva Deutscher Taschenbuch Verlag, 1973)
- Album der Familie Fuchs (Salzburg: Residenz, 1973)
- Im Zeichen der Sphinx: Schriften und Bilder (München: Walter Schurian (red.), Deutscher Taschenbuch Verlag, 1978)
- Aura: Ein Märchen der Sehnsucht (München: Deutscher Taschenbuch Verlag, 1981)
- Der Prophet des Schönen: Arno Breker (Marco, 1982)
- Von Jahwe: Gedichte (München, Deutscher Taschenbuch Verlag, 1982)
- Phantastisches Leben. Erinnerungen. (2001) ISBN 3-463-40401-X

## CD-skivor
- Aphrica, tillsammans med Klaus Schulze och Rainer Bloss (1984)
- Vienna - Agadir, spår 6 på Chris Karrers platta "Dervish Kiss" (1994), är skriven av El Houssaine Kili och Ernst Fuchs (som också bidrar med sin röst).
- Mystische Gesänge, kompositioner, dubbel-CD (Calig, Koch International, 1 november 1996)